# União para a Proteção das Obtenções Vegetais
União Internacional para a Proteção de Novas Variedades de Plantas ou UPOV (em francês:  Union internationale pour la protection des obtentions végétales) é uma organização intergovernamental não pertencente às Nações Unidas com sede em Genebra, na Suíça. O seu objetivo é fornecer um sistema eficaz para a protecção das variedades vegetais ao definir um modelo de regulamento a ser implementado pelos seus membros na legislação nacional. A expressão Convenção da UPOV também se refere a um dos três instrumentos que dizem respeito à união, a saber, a Lei da Convenção da UPOV de 1991 (UPOV 91), Ata da Convenção da UPOV de 1978 (UPOV 78) e Ata da Convenção da UPOV de 1961 com Emendas. de 1972 (UPOV 61).

## História
A UPOV foi estabelecida pela Convenção Internacional para a Proteção de Novas Obtenções Vegetais (UPOV 61). A convenção foi adotada em Paris em 1961 e revisada em 1972, 1978 e 1991. A iniciativa para a fundação da UPOV partiu das empresas europeias de melhoramento genético, que em 1956 convocaram uma conferência para definir os princípios básicos para a proteção das variedades vegetais. A primeira versão da convenção UPOV foi acordada em 1961 por 12 países europeus. Em 1990, apenas 19 países faziam parte da convenção, sendo a África do Sul o único país do Hemisfério Sul. A partir de meados da década de 1990, cada vez mais países da América Latina, Ásia e África aderiram à convenção. Uma razão para este desenvolvimento pode ser o Acordo TRIPS que obrigou os membros da Organização Mundial do Comércio a introduzir a protecção das variedades vegetais na legislação nacional. Mais tarde, muitos países foram obrigados a aderir à UPOV através de cláusulas específicas em acordos comerciais bilaterais, em particular com a União Europeia, os Estados Unidos, o Japão e a Associação Europeia de Comércio Livre. O Acordo TRIPS não exige adesão à UPOV, mas dá a possibilidade de definir um sistema sui generis para proteção de variedades vegetais. Em contraste, as cláusulas do acordo de comércio livre são mais abrangentes e normalmente exigem a adesão à UPOV.
Embora as versões anteriores da convenção tenham sido substituídas, a UPOV 78 e a UPOV 91 coexistem. Os membros existentes da organização são livres para decidir se desejam ratificar a UPOV 91 ou permanecer com a UPOV 78, enquanto os novos membros devem aderir à versão mais restritiva de 1991.

## Filiação
Em 3 de dezembro de 2021, duas organizações intergovernamentais e 76 países eram membros da UPOV: Organização Africana de Propriedade Intelectual, Albânia, Argentina, Austrália, Áustria, Azerbaijão, Bielorrússia, Bélgica, Bolívia, Bósnia e Herzegovina, Brasil, Bulgária, Canadá, Chile, China, Colômbia, Costa Rica, Croácia, República Tcheca, Dinamarca, República Dominicana, Equador, Egito, Estônia, União Europeia, Finlândia, França, Geórgia, Alemanha, Gana, Guatemala, Hungria, Islândia, Irlanda, Israel, Itália, Japão, Jordânia, Quênia, Quirguistão, Letônia, Lituânia, México, Moldávia, Montenegro, Marrocos, Holanda, Nova Zelândia, Nicarágua, Macedônia do Norte, Noruega, Omã, Panamá, Paraguai, Peru, Polónia, Portugal, República da Coreia, Roménia, Federação Russa, Sérvia, Singapura, Eslováquia, Eslovénia, África do Sul , Espanha, Suécia, Suíça, Tanzânia, Trindade e Tobago, Tunísia, Turquia, Ucrânia, Reino Unido, Estados Unidos (com reserva), Uruguai, Uzbequistão e Vietnã.

## Críticas e resistência
Vários movimentos sociais e organizações da sociedade civil, como South Center, GRAIN, AFSA, SEARICE, Third World Network e La Via Campesina, criticaram a UPOV. Alguns deles apontaram a resistência do Secretariado da UPOV e dos Estados-Membros ao diálogo com todas as partes interessadas, em particular:
- mantendo as reuniões em segredo,
- ao não disponibilizar publicamente os seus documentos,
- recusando às organizações de agricultores o estatuto de observador de ONG junto da UPOV.[14]

Um estudo do Professor Graham Dutfield concluiu que a governança da UPOV é deficiente em muitos aspectos: os funcionários da UPOV sabem muito pouco sobre a agricultura em si, e como os pequenos agricultores desenvolvem e produzem novas variedades, e que eles sabem muito mais sobre melhoramento genético, o que favorece os criadores comerciais. O sistema da UPOV, portanto, favorece os criadores comerciais em detrimento dos agricultores e produtores, e os interesses privados em detrimento dos interesses públicos.
A organização intergovernamental South Center critica que, embora as convenções UPOV 78 e UPOV 91 tenham sido negociadas quase exclusivamente por países industrializados, elas são impostas a todos os países, incluindo os do hemisfério sul. Por ocasião do 60º aniversário da UPOV, em 2 de dezembro de 2021, uma coligação liderada pela GRAIN organizou a “Semana de Ação: Parem a UPOV”, com um apelo à ação com mais de 230 signatários em 47 países.